# جيمس شافي لوميس
جيمس شافي لوميس هو محامي وسياسي أمريكي، ولد في 29 أبريل 1807، وتوفي في 16 سبتمبر 1877. انتخب عضو مجلس نواب كونيتيكت ‏.